# Билибинский район
Били́бинский райо́н (чук. Билибинкэн район) — административно-территориальное образование и муниципальное образование (муниципальный район) в составе Чукотского автономного округа Российской Федерации.
В настоящее время район – второй по размеру район Чукотки, его площадь составляет 174 651,96 кв. км  или 23,7 %  от территории Чукотского автономного округа.
Административный центр — город Билибино.

## Географическое положение
Билибинский район находится в западной части Чукотского автономного округа в бассейне реки Колымы. В северной части район имеет выход к Восточно-Сибирскому морю, на западе граничит с Якутией, на юге — с Камчатским краем, на юго-западе — с Магаданской областью, на востоке — с Чаунским и Анадырским районами Чукотского АО.

## Природно-климатические условия
Рельеф
Крупнейшим горным образованием района является Анюйское нагорье. Водораздельные пространства представлены высокогорными и слабовсхолмленными формами. Максимальные абсолютные высоты достигают 1600—1800 м, относительные превышения составляют 400—600 м.
Гидрография
Речная и озёрная сеть района широко развита. Крупнейшие водные артерии — реки Омолон, Большой и Малый Анюй, в период половодья на которых возможно судоходство. В пределах аккумулятивных равнин расположены ледниковые озера: Илирнейские, Липчиквыгытгын, Тытыль, и более мелкие. Имеется большое количество термокарстовых озёр.

### Климат
Типичной для климата района является его муссонность, то есть сезонная смена влияния океана (летом) и материка (зимой). Среднегодовая температура воздуха повсеместно отрицательная и варьируется от (-4 −5)°С на побережье до (-12 −14)°С в континентальной части.
На территории района был зарегистрирован абсолютный температурный минимум на Чукотке −61°С.
Полезные ископаемые
Имеются залежи рудного и россыпного золота и серебра (месторождения Купол, Каральвеемское, Кекура, Двойное, Клён), металлов платиновой группы. Производится оценка крупнейшего месторождения меди — Песчанка. Выявлен целый ряд перспективных рудопроявлений вольфрама, олова, цинка, сурьмы, свинца, ртути, угля. Отмечено более 30 рудных минералов, в том числе пирит, халькопирит, борнит, молибденит.

## История
Район образован 10 декабря 1930 года под названием Район Восточной Тундры (переименован в Билибинский район в 1961 году). Центр района первоначально размещался в селе Островное, затем был переведён в Анюйск, а в 1961 в Билибино. В 1970 году в Билибино была введена в строй приёмная станция системы спутниковой связи «Орбита», впервые обеспечившая приём на Чукотке передач Центрального телевидения из Москвы.

## Население
| 1939  | 1959  | 1970    | 1979    | 1989    | 2002  | 2006  |
| ----- | ----- | ------- | ------- | ------- | ----- | ----- |
| 1665  | ↗3634 | ↗20 742 | ↗24 754 | ↗27 847 | ↘8820 | ↘8270 |
| 2009  | 2010  | 2011    | 2012    | 2013    | 2014  | 2015  |
| ↘7922 | ↘7866 | ↘7839   | ↘7801   | ↘7738   | ↗7855 | ↘7825 |
| 2016  | 2017  | 2018    | 2019    | 2020    | 2021  | 2023  |
| ↘7609 | ↘7464 | ↘7369   | ↗7379   | ↗7537   | ↘7418 | ↘7267 |
| 2024  |       |         |         |         |       |       |
| ↗7279 |       |         |         |         |       |       |

На территории района проживают малые народы Севера — чукчи, эвены, юкагиры.
Средний возраст населения составляет 33,3 года, в том числе мужчин — 32,8 года, женщин — 33,9 года.

### Урбанизация
Городское население (город Билибино) составляет 74,86 % от всего населения района.

## Территориально-муниципальное устройство
В рамках организации местного самоуправления Билибинский муниципальный район включает 5 муниципальных образований, в том числе одно городское поселение и 4 сельских поселения; помимо этого выделяются межселенные территории (земли вне границ поселений).
| №        | Муниципальное образование | Административный центр | Количество населённых пунктов | Население (чел.) | Площадь (км²) |
| -------- | ------------------------- | ---------------------- | ----------------------------- | ---------------- | ------------- |
| 1e-06    | Городское поселение       |                        |                               |                  |               |
| 1        | Билибино                  | город Билибино         | 2                             | ↘5750            | 35,99         |
| 1.000002 | Сельское поселение        |                        |                               |                  |               |
| 2        | Анюйск                    | село Анюйск            | 1                             | ↘380             | 2,83          |
| 3        | Илирней                   | село Илирней           | 1                             | ↗188             | 2,15          |
| 4        | Омолон                    | село Омолон            | 1                             | ↘616             | 2,70          |
| 5        | Островное                 | село Островное         | 1                             | ↗333             | 1,54          |
| 5.000003 | Межселенная территория    |                        |                               |                  |               |
| 5.000004 | межселенная территория    |                        | 4                             |                  |               |

Законом Чукотского автономного округа от 20 октября 2010 года было упразднено сельское поселение Кепервеем, включённое в городское поселение Билибино.

## Населённые пункты
В Билибинском районе 6 населённых пунктов, в том числе один город и 5 сельских населённых пунктов. Помимо этого выделяются также 4 посёлка городского типа без постоянного населения как населённые пункты, находящиеся в стадии ликвидации.
| №        | Населённый пункт | Тип                     | Население | Муниципальное образование    |
| -------- | ---------------- | ----------------------- | --------- | ---------------------------- |
| 1        | Билибино         | город                   | ↗5449     | городское поселение Билибино |
| 2        | Анюйск           | село                    | ↘380      | сельское поселение Анюйск    |
| 3        | Илирней          | село                    | ↗188      | сельское поселение Илирней   |
| 4        | Кепервеем        | село                    | ↗341      | городское поселение Билибино |
| 5        | Омолон           | село                    | ↘616      | сельское поселение Омолон    |
| 6        | Островное        | село                    | ↗333      | сельское поселение Островное |
| 6.000001 | Алискерово       | пгт в стадии ликвидации | ↘0        | межселенная территория       |
| 6.000002 | Весенний         | пгт в стадии ликвидации | ↘0        | межселенная территория       |
| 6.000003 | Встречный        | пгт в стадии ликвидации | →0        | межселенная территория       |
| 6.000004 | Дальний          | пгт в стадии ликвидации | ↘0        | межселенная территория       |

Несколько заброшенных посёлков (без постоянного населения) — бывшие базы приисков Билибинского ГОКа (велась добыча золота из россыпей) — помимо пгт в стадии ликвидации, это также Мандриково; здесь находятся бывшие посёлки Погындено (бывшая база дорожников), Стадухино, Пятистенное, Ангарка, Крестовое, Каральваам, Старт.

## Экономика
Основные отрасли промышленности — горнодобывающая (добыча золота) и электроэнергетика (Билибинская АЭС), сельского хозяйства — оленеводство и рыболовство, тепличное растениеводство.

## Транспорт
Город Билибино связан зимниками с городом Певеком и п. Зелёный Мыс в Якутии. Рядом с Билибино, в 32 км, в селе Кепервеем, расположен одноимённый аэропорт. ВПП аэропорта грунтовая, однако позволяет принимать в любое время года как все ближнемагистральные грузовые и пассажирские самолеты, такие как Ан-24, Ан-26, Ан-12, Ан-72, Ан-74ТК-100, так и тяжелые транспортные самолеты Ил-76. Самолеты среднего класса могут приниматься также в аэропорту Омолон. Остальные населенные пункты связаны с Кепервеемом вертолетами и малыми самолетами. Аэропорт соединен с Билибино грунтовой дорогой, позволяющей регулярно осуществлять пригородное автобусное сообщение.

## Культура
- Краеведческий музей в Билибино,
- Кинотеатр «Искра» (не функционирует),
- Билибинская детская школа искусств.

## СМИ
Издаётся районная газета «Золотая Чукотка».

## Природные памятники
Геологический памятник природы — Анюйский вулкан. Находится в восточной части района в бассейне реки Б. Анюй, в долине реки Монни. Площадь составляет 12,5 тыс. га. Памятник является потухшим коническим трахибазальтовым стратовулканом голоценового возраста. С ним сопряжен лавовый трещинный поток длиной 56 км.

## Археологические памятники
- Поселение «Большой Баранов мыс» (1 тыс. до н. э. — 1 тыс. н. э.)
- Озеро Тытыль — группа стоянок каменного века от мезолита до неолита (9 тыс. до н. э. — пер. пол. 1 тыс. до н. э.).
- Комплекс памятников «Раучувагытгын» — группа древних стоянок (4 — 1 тыс. до н. э.)
- Группа неолитических стоянок — комплекс памятников «Озеро Среднее», «Озеро Липчиквыгытгын».
- Неолитические стоянки «Ягодная», «Мыс Синицына» (3 тыс. до н. э.)
- Комплекс памятников «Илирней» — группа из восьми неолитических стоянок.
- Комплекс памятников «Орловка».